# Кудряшовський
Кудряшовський (рос. Кудряшовский) — селище у Новосибірському районі Новосибірської області Російської Федерації.
Входить до складу муніципального утворення Кудряшовська сільрада. Населення становить 4559 осіб (2010).

## Історія
Згідно із законом від 2 червня 2004 року органом місцевого самоврядування є Кудряшовська сільрада.

## Населення
| 1926 | 2002  | 2007  | 2010  |
| ---- | ----- | ----- | ----- |
| 39   | ↗3986 | ↗4475 | ↗4559 |